# Wainfan FMX-4

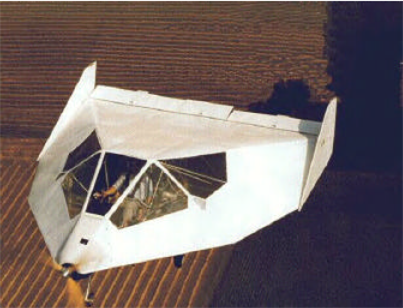
Wainfan FMX-4

Die Wainfan FMX-4 ist ein US-amerikanisches Amateurbauflugzeug.
Das von Barnaby Wainfan, Rick Dean und Lynne Wainfan entwickelte und gebaute Flugzeug ist als einsitziger Tragrumpf ausgelegt, hat ein Kolbentriebwerk und ein festes Bugradfahrwerk. Der Erstflug erfolgte am 22. April 1993. Innerhalb der Erprobungsphase wurden 130 Flugstunden absolviert. Das Flugzeug mit dem Kennzeichen N117WD ist nach Aussagen der Entwickler leicht zu beherrschen, da es auch im überzogenen Zustand (unter 61 km/h) steuerbar bleiben soll.

## Technische Daten

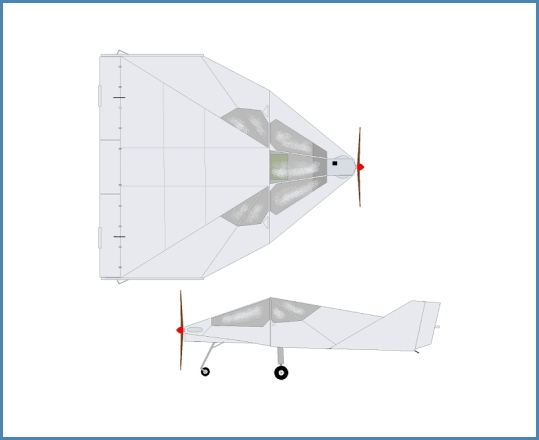
Zweiseitenansicht

| Kenngröße             | Daten                       |
| --------------------- | --------------------------- |
| Besatzung             | 1                           |
| Länge                 | 5,79 m                      |
| Spannweite            | 15 ft (5 m)                 |
| Höhe                  |                             |
| Flügelfläche          | 206,7 ft² (19 m²)           |
| Flügelstreckung       |                             |
| Leermasse             | 168 kg (mit Rettungssystem) |
| Startmasse            | 336 kg                      |
| Reisegeschwindigkeit  | 148 km/h                    |
| Höchstgeschwindigkeit | 178 km/h                    |
| Steigrate             | 3,81 m/s                    |
| Dienstgipfelhöhe      | 11,000 ft (3 m)             |
| Reichweite            | 300 mi (483 km)             |
| Triebwerke            | ein Rotax 503DC; 34 kW      |